# 雷徳驤
雷 徳驤（らい とくじょう、919年 - 992年）は、後周から北宋初期にかけての官僚。字は善行。同州郃陽県の出身。子に雷有隣がいる。

## 生涯
後周の広順3年（953年）、進士に及第。最初、磁州の軍事推官となり、その後、右拾遺の職に異動し、顕徳元年（954年）に三司判官に昇進。随州に出張し、税務管理を行った。
後周が滅亡し宋朝が成立すると、殿中侍御史に異動し、その後屯田員外郎や通判大理寺を歴任。通判大理寺の任にあったころ、宰相の趙普の不正を弾劾するも、失敗。かえって太祖趙匡胤の怒りを買い、商州司戸参軍に降格させられ、霊武の地に流刑とされた。その後、開宝6年（973年）、子の雷有隣の弾劾が功を奏し、宰相の趙普は失脚。自身は都に復帰して秘書丞に栄転。さらに御史台三院事や吏部南曹の職も兼任した。そして開宝7年（974年）、同知貢挙に昇進した。
976年、趙匡胤の死後、趙光義（太宗）が即位すると、戸部員外郎兼御史知雑事に転じ、方員外郎、陝西河北転運使、礼部郎中、度支判官といった職を歴任。太平興国4年（979年）、宋朝が北漢を滅ぼすと、太原西路転運使として太原に赴任し、現地の監督にあたった。太平興国8年（981年）、太原から開封に帰還し、その後、同知京朝官考課、兵部郎中、懐州知州、両浙転運使、右諫議大夫、戸部侍郎の職を歴任した。
淳化2年（991年）、孫の雷孝先（雷有隣の子）に謀反の嫌疑が掛けられ、自身もその責を問われ、失脚。太宗の温情で厳罰を免じられるも、感徳軍行軍司馬に左遷され、失意のうちに病に罹り、淳化3年（992年）に病死した。